# 태안 가씨
태안 가씨(泰安賈氏)는 충청남도 태안군을 본관으로 하는 한국의 성씨이다.

## 역사
태안 가씨(泰安 賈氏)는 1454년(단종 2)에 완성된 『세종실록지리지(世宗實錄地理志)』에 충청도 태안군의 속성(續姓)으로 기록되어 있다.
조선 태조의 넷째 아들 회안대군(懷安大君) 이방간(李芳幹, 1364 ∼ 1421년)의 5대손 이성건(李成乾)의 처부(妻父)가 장사랑(將仕郞) 가정손(賈貞孫)과 가형손(賈亨孫)이다.

## 본관
태안(泰安)은 충청남도 태안군의 지명이다. 태안은 마한의 신소도국(臣蘇塗國)에 해당되며, 하늘에 제사를 지내던 성역이었던 소도(蘇塗)의 칭호가 전해진다. 백제의 성대혜현(省大兮縣)이었다. 757년(신라 경덕왕 16)에 소태현(蘇泰縣)이 되었고, 소주(蘇州)로도 칭하였다. 1298년(충렬왕 24) 태안으로 바뀌었다. 1914년 태안군이 서산군에 통합되었다가 1989년 태안군으로 분리되었다.

## 과거 급제자
태안 가씨(泰安 賈氏)는 조선시대 무과 급제자 3명을 배출하였다.
- 가충렬(賈忠烈, 1528년생) : 명종(明宗) 15년(1560년) 별시(別試) 을과(乙科) 2위. 아버지 보공장군(保功將軍) 가세안(賈世顔). 형 가충방(賈忠邦)·가충정(賈忠廷).[4]
- 가안책(賈安策, 1559년생) : 선조(宣祖) 16년(1583년) 별시(別試) 병과(丙科) 328위. 아버지 유학(幼學) 가충권(賈忠權). 동생 가안술(賈安術).[5]
- 가언순(賈彦恂, 1562년생) : 선조(宣祖) 32년(1599년) 별시(別試) 병과(丙科) 30위. 아버지 어모장군(禦侮將軍) 가충달(賈忠達). 형 가언퇴(賈彦㥆)·가언유(賈彦愉).[6]

## 인구
태안 가씨는 2015년 대한민국 통계청 인구조사에서 70명으로 조사되었다.

## 같이 보기
- 소주 가씨